# Zloraba alkohola
Zloraba alkohola je po DSM-IV, psihiatrična diagnoza, s katero opišemo uporabo alkoholnih pijač kljub negativnim posledicam. Od odvisnosti od alkohola jo ločimo po tem, da toleranca in odtegnitveni sindrom ne razvijeta. Zlorabo alkohola včasih z manj natančnim izrazom imenujemo alkoholizem. Vendar pa je alkoholizem mogoče opredeliti na različne načine, med katerimi se z zlorabo ujemajo le nekateri.